# Dmitrij Vlagyimirovics Kombarov
Dmitrij Vlagyimirovics Kombarov (oroszul: Дмитрий Владимирович Комбаров; Moszkva, Szovjetunió, 1987. január 22. –) orosz válogatott labdarúgó, edző. Hátvédként és középpályásként is bevethető. Az orosz válogatott tagjaként ott volt a 2012-es Európa-bajnokságon. Ikertestvére, Kirill a Arszenal Tula alkalmazásában van.

## Pályafutása
Kombarov négyéves korában kezdett el futballozni, 1993-ban a Szpartak Moszkva ifiakadémiájára került. 2001-ben az edzőkkel történt szóváltás miatt testvérével, Kirill-lel együtt távoztak a csapattól és a Gyinamo Moszkva fiataljai között folytatták. Az első csapatban 2005. július 13-án, egy Gyinamo Brjanszk elleni kupameccsen debütált. 2010 augusztusában a Kombarov testvérek visszatértek a Szpartak Moszkvához.

## Válogatott
Kombarov 2012 februárjában, egy Dánia elleni meccsen mutatkozott be az orosz válogatottban. Bekerült a 2012-es Európa-bajnokságra utazó keretbe.

## Fordítás
- Ez a szócikk részben vagy egészben  a   Dmitri Kombarov című angol Wikipédia-szócikk fordításán alapul.  Az eredeti cikk szerkesztőit annak laptörténete sorolja fel. Ez a jelzés csupán a megfogalmazás eredetét és a szerzői jogokat jelzi, nem szolgál a cikkben szereplő információk forrásmegjelöléseként.